# Марго Фабр
Марго Фабр (фр. Margaux Fabre, 2 жовтня 1992) — французька плавчиня.
Учасниця Олімпійських Ігор 2016 року.
Чемпіонка Європи з водних видів спорту 2018 року.